# 대한민국의 임기 제한
대한민국의 임기 제한(Term limits in South Korea)은 공직자가 대한민국에서 특정 정부 직책을 맡을 수 있는 기간에 대한 제한이다. 대한민국의 대통령은 재선 가능성 없이 5년 임기로 제한된다. 지방자치단체장(특별/광역시장·도지사·(일반)시장·군수) 4년 임기로 3번의 임기로 제한된다. 대한민국은 1948년 건국 이후 대통령 임기 제한을 완화하고 무력으로 퇴임하는 시기를 겪었다. 1987년 현 정부가 출범한 이후 그 어떤 대통령도 임기 제한을 넘거나 파기한 적이 없다.

## 지역별 임기 제한
대한민국은 1995년 지방자치단체장(특별/광역시장·도지사·(일반)시장·군수) 직선제를 도입했다. 모든 지방정부 수장은 4년 임기로 최대 3회까지 재직할 수 있다.

## 같이 보기
- 대한민국의 대통령 목록
- 대한민국의 기초자치단체장 목록
- 서울특별시장 목록
- 광역시장 목록
- 대한민국의 도지사 목록
- 대한민국의 시장 목록
- 대한민국의 군수 목록